# Кьомонте
Кьомонте (італ. Chiomonte, п'єм. Cimon) — муніципалітет в Італії, у регіоні П'ємонт,  метрополійне місто Турин.
Кьомонте розташоване на відстані близько 570 км на північний захід від Рима, 60 км на захід від Турина.
Населення — 937 осіб (2014).

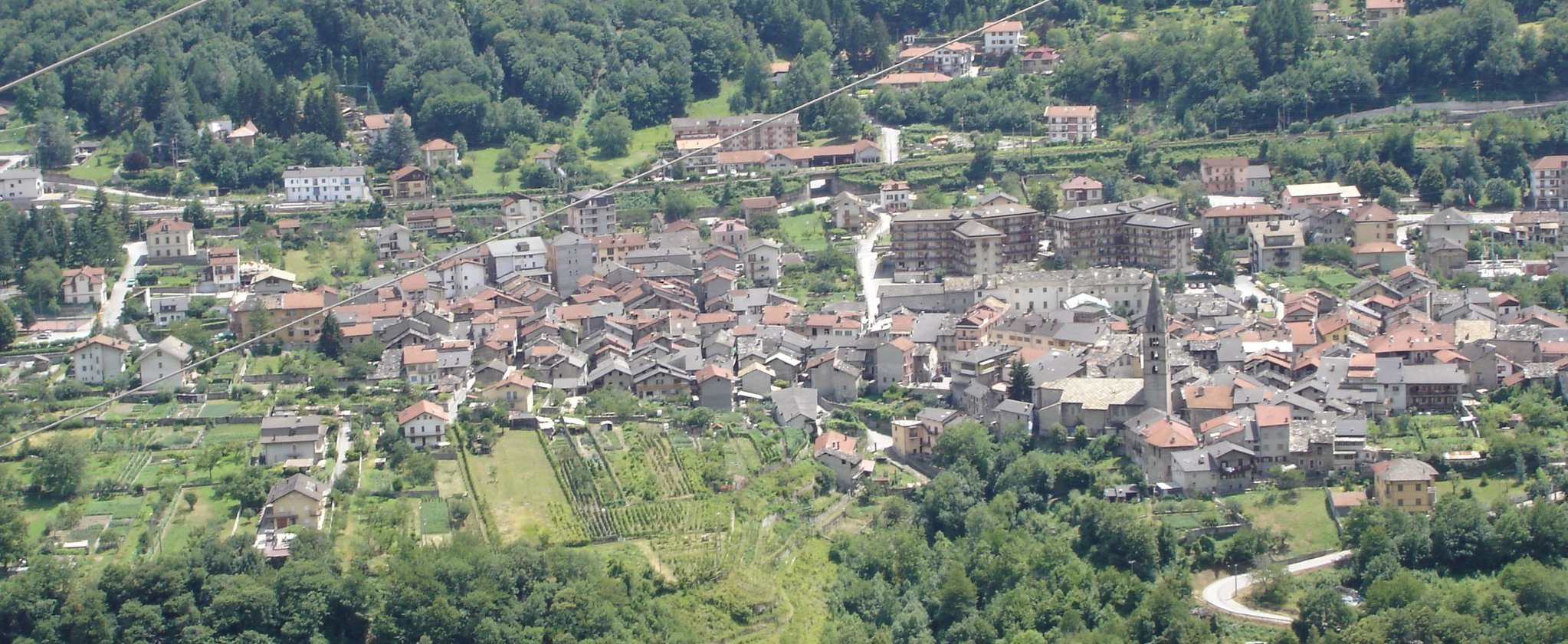

Щорічний фестиваль відбувається 20 січня. Покровитель — San Sebastiano.

## Демографія
Населення за роками:

Станом на 1 січня 2023 року в муніципалітеті офіційно проживали 54 іноземці з 10 країн, серед них 30 громадян країн Євросоюзу.

## Сусідні муніципалітети
- Ексіллес
- Джальйоне
- Гравере
- Уссо